# Revue des études latines
La Revue des études latines (abrégée en REL) est une revue savante française pluridisciplinaire consacrée à l'étude de la Rome antique. Créée en 1923, elle est publiée à Paris par la Société des études latines, et sa diffusion est assurée par Les Belles Lettres. Elle paraît au rythme d'un numéro par an. Depuis 2011, la REL paraît simultanément sur support papier et sur Internet.

## Histoire
La Revue des études latines est créée en 1923 par la Société des études latines, une association à but non lucratif fondée la même année et regroupant des enseignants et des chercheurs résidant en France et à l'étranger. Le premier directeur de publication de la REL est Jules Marouzeau, qui occupe ce poste jusqu'en 1962. Les directeurs de publication suivants sont : Marcel Durry de 1962 à 1976, puis Pierre Grimal jusqu'en 1989, puis Alain Michel à partir de 1990. La revue est d'abord publiée par Champion et Les Belles Lettres de 1926 à 1931, puis par Les Belles Lettres seules à partir de 1931, et enfin par la Société des études latines elle-même à partir de 2005.

## Principe
La Revue des études latines est consacrée à la publication annuelle des communications présentées au cours de l'année qui précède aux séances de l'association, et inclut également un Bulletin critique présentant des comptes rendus de lectures d'ouvrages. Les articles issus des communications sont soumis à l'approbation d'un comité de lecture. Chaque numéro de la REL comprend environ 500 pages. Les sujets abordés relèvent de plusieurs disciplines (littérature, histoire, linguistique, etc.) et concernent l'Antiquité romaine sous tous ses aspects, mais parfois aussi le latin aux époques postérieures (Moyen Âge et Renaissance, néolatin).

## Disponibilité sur Internet
La mise en place du site Internet de la Société et de la REL a lieu fin 2010. Le site permet la libre consultation des tables des matières des volumes de la Revue des études latines. L'accès aux textes complets et aux fonctionnalités de recherche en plein texte nécessite un abonnement payant, accessible aux particuliers et aux institutions. Diverses modalités d'abonnement à la revue sont possibles, associant ou dissociant l'abonnement à la revue sur support papier et l'abonnement au site.